# Plagiobothrys tenellus
Plagiobothrys tenellus är en strävbladig växtart som först beskrevs av Thomas Nuttall och William Jackson Hooker, och fick sitt nu gällande namn av Samuel Frederick Gray. Plagiobothrys tenellus ingår i släktet tiggarstavar, och familjen strävbladiga växter. Inga underarter finns listade i Catalogue of Life.